# Ḩalīveh
Ḩalīveh (persiska: حليوه, هلیوه, Helīveh) är en ort i Iran.   Den ligger i provinsen Ilam, i den västra delen av landet, 500 km sydväst om huvudstaden Teheran. Ḩalīveh ligger 385 meter över havet och antalet invånare är 350.
Terrängen runt Ḩalīveh är varierad, och sluttar söderut. Runt Ḩalīveh är det ganska glesbefolkat, med 40 invånare per kvadratkilometer. Närmaste större samhälle är Mūrmūrī, 16,6 km väster om Ḩalīveh. Omgivningarna runt Ḩalīveh är i huvudsak ett öppet busklandskap.